# Mlînîșce (Luka), Jîtomîr
Mlînîșce (în ucraineană Млинище) este un sat în comuna Luka din raionul Jîtomîr, regiunea Jîtomîr, Ucraina.

## Demografie
Componența lingvistică a localității Mlînîșce
     Ucraineană (95,34%)
     Rusă (3,94%)
Conform recensământului din 2001, majoritatea populației localității Mlînîșce era vorbitoare de ucraineană (95,34%), existând în minoritate și vorbitori de rusă (3,94%).